# 今から親指が消える手品しまーす。
『今から親指が消える手品しまーす。』（いまからおやゆびがきえるてじなしまーす）は、GReeeeNの6枚目のオリジナルアルバム。2014年8月6日にNAYUTAWAVE RECORDSから発売された。

## 解説
前作『いいね!(´・ω・｀)☆』以来、約1年2か月ぶりとなる作品。先に公開されたジャケット写真からアルバムタイトル候補がLINEで募集され、72万2911件から上位20タイトルで人気投票を実施、1位となった現タイトルに決定した。オリコンアルバムチャートでは2位ではあったものの、iTunesなどの配信サイトでは1位を記録している。また、アルバムの発売と同時に、ふくしまFMにてGReeeeNとしては7年ぶりとなるラジオ出演を果たした。そのラジオの中で、アルバムの内容についてメンバーのHIDEとSOHは「色々な曲順も考えた上でこの順番なので、1回目はこの順番で聴いてほしい」と話している。

## 収録曲

### CD
CD.1
全曲 作詞、作曲:GReeeeN
1. エレグリトリカルパレード [1:49]
2. オトノナルホウヘ!!!! [3:21]
よみうりランド「よみUReeeeN Land」テーマソング
3. 愛し君へ [4:18]
22ndシングル
フジテレビ系連続ドラマ「Oh,My Dad!!」主題歌
4. crew [3:41]
ポカリスエット 「ルナ・プロジェクト」web movieタイアップ曲
5. 風 [4:10]
配信限定シングル
「JTBの夏旅 ハワイ編」「JTBの夏旅 沖縄編」CMソング
後にC、Dですと!?にも収録。
6. 忍 [3:58]
アニメ「ミュータント タートルズ」主題歌
7. 虹 [5:02]
AAAへの楽曲提供のセルフカバー。
8. ガム 噛む wonder come [4:15]
モンデリーズ・ジャパン 「ガムならハカどーる」キャンペーンソング
9. 愛すべき明日、一瞬と一生を [4:28]
24thシングル
東京個別指導学院 TVCMソング
10. 僕らの物語 [4:11]
23rdシングル
第92回全国高校サッカー選手権大会 応援歌
11. いつもいつでも [4:09]
12. 卒業の唄 ～アリガトウは何度も言わせて～ [5:35]
24thシングルのカップリング
AOKI TVCMソング
13. あの日のオレンジ [5:08]
エリエール35周年タイアップソング
後にC、Dですと!?にも収録。
14. our song ～アナタヘ～ [4:17]

CD.2(初回盤Bのみ)
1. あいうえおんがく♬
2. BEST FRIEND
3. キセキ
4. またね。
5. every
6. 雪の音
7. OH!!!! 迷惑!!!!

### DVD(初回盤A、初回盤B、初回盤C)
Music Clips
1. 愛し君へ
2. 愛すべき明日、一瞬と一生を
3. 僕らの物語
4. 忍